# Província de Ravenna
La província de Ravenna és una província que forma part de la regió d'Emília-Romanya dins Itàlia. La seva capital és Ravenna.
Limita al nord amb la província de Ferrara, a l'oest amb la ciutat metropolitana de Bolonya, al sud amb la Toscana (ciutat metropolitana de Florència) i amb la província de Forlì-Cesena, i a l'est amb el mar Adriàtic.
Té una àrea de 1.859,44 km², i una població total de 391.290 hab. (2016). Hi ha 18 municipis a la província.